# 毛利千満丸
毛利 千満丸（もうり せんまんまる）は、安土桃山時代の人物。毛利元就の五男である毛利元秋の庶子。

## 生涯
天正11年（1583年）、出雲国の月山富田城の城督を務める毛利元秋の庶子として生まれる。
天正13年（1585年）5月3日に父・元秋が死去すると、元秋付きの家臣であった蜷川秋秀は、元秋には庶子である千満丸がいることを毛利輝元に言上し、赤川就武と共に千満丸に仕えた。しかし、千満丸は間もなく疱瘡によって3歳で死去した。
元秋の家督については天正13年（1585年）12月に元秋の同母弟である末次元康が継いでおり、さらに天正14年（1586年）1月10日には月山富田城に入城して元秋の権限を継承していくこととなる。